# Hemisus perreti
Hemisus perreti é uma espécie de anfíbio da família Hemisotidae.
Pode ser encontrada nos seguintes países: República Democrática do Congo, Gabão, possivelmente Angola e possivelmente em República do Congo.
Os seus habitats naturais são: florestas subtropicais ou tropicais húmidas de baixa altitude, marismas de água doce e marismas intermitentes de água doce.